# Bofferdange
Bofferdange (en luxembourgeois : Boufer et en allemand : Bofferdingen) est une section de la commune luxembourgeoise de Lorentzweiler située dans le canton de Mersch.